# Eressa intensa
Eressa intensa är en fjärilsart som beskrevs av Rothschild. Eressa intensa ingår i släktet Eressa och familjen björnspinnare. Inga underarter finns listade i Catalogue of Life.